# Синджера
Синджера (рум. Singera) — місто в Молдові у складі муніципія Кишинів. До міста Синджера також відносяться села Добруджа і Ревака.

## Географія
Місто розташоване на південний схід від Кишинева на автошляху «Кишинів — Одеса» на березі річки Ішновец. Відстань до Кишинева — 18 км, до залізничної станції Ревака — 4 км.
Річка Ішновец пересихає влітку, перетворюється в маленький струмочок, в якому плавають вужі і дрібні рибки. А ще, вздовж дороги, тут ростуть величезні колючі чагарники — прямо, як в пустелі.

## Історія
Містечко відомо з 1485 року. Назва населеного пункту походить від слова sânge, що означає «кров»: в цих місцях були дуже кровопролитні бої між турками і молдаванами. Сьогодні Синжера є досить-таки невеликим містом, де найчастіше купують будинки мешканці Кишинева, оскільки ціни на нерухомість трохи нижче, ніж в інших передмістях, є всі комунікації, неподалік розташований Національний аеропорт.
Крім того, містечко прославилося в фільмі «Поїзд поза розкладом» (автомобіль «ЗіЛ», в який на повному ходу врізається тепловоз, виїжджає якраз з-під віадука).
30 липня 2017 року мера столичного передмістя Синджера Михайло Ларі знайшли з простреленою головою. У поліції відмовилися від версії насильницької смерті, підтвердивши первинну версію про самогубство. З 2009 року Михайло Ларі працював начальником Управління реалізації та контролю проектів в рамках Головного управління громадського транспорту і комунікацій Державної ради Кишинева. З 2015 року він обіймав посаду мера Синджера.

## Населення

### Національність
Розподіл населення за національністю за даними перепису 2004 року:
| Мова             | Відсоток |
| ---------------- | -------- |
| молдовани/румуни | 93,93%   |
| росіяни          | 2,78%    |
| українці         | 1,58%    |
| гагаузи          | 0,3%     |
| болгари          | 0,14%    |
| інші             | 0,67%    |
| не визначилися   | 0,6%     |

## Інфраструктура
Синджера має свої пам'ятки — тут розташоване одна з найстаріших залізничних споруд Молдови — станційна будівля румунської вузькоколійки.
Синджера має свій Будинок культури, до речі, діє, і в досить непоганому зовнішньому стані.
Крім того, тут недавно побудували школу. Нова будівля, на вікнах склопакети, чистенька територія навколо, є стадіон.
Ще Синджера може похвалитися великою кількістю колодязів. Тут вони на кожному кроці. Вода чиста, холодна, смачна, місцеві жителі п'ють із задоволенням.
На даний момент в місті Синджера функціонує церква в честь Святих праведних Іоакима і Анни. Діє православний храм Покрова Пресвятої Богородиці.
Міське кладовище — чистота, акуратність, безліч зелені і ...фруктових дерев. Молдавани в Синджера чомусь люблять садити на могилках абрикоси, шовковиці і черешні. Врожай, звичайно, на кладовищі не збирають — ягідки висять як прикраса.

## Транспорт
До міста Синджера з Кишинева є можливість дістатися: 
- автобусами № 18 (від Мунчестського шосе), 33 (від бульвару Дачія), 44;
- маршрутними таксі № 118 (відправляється від вул. Ізмайловської), 157 (від вул. Тігин — перехрестя з Колумна);
- тролейбусом № 31.

7 травня 2018 року запущено новий міжміський тролейбусний маршрут № 31 «31 серпня 1989 року (Кишинів) — м. Синжера» довжиною 17,5 км. Маршрут прямування: 31 серпня 1989 року — вул. Олександра Пушкін (зворотно: вул. Митрополіта Бенулеску-Бодоні) — бульвар Штефан чел Маре — бульвар Костянтин Негруцци — бульвар Юрія Гагаріна — Мунчештське шосе — Синжера (до місцевого ліцею). На віддаленій ділянці траси від Кишинева контактна мережа відсутня, на маршруті працюють тролейбуси з автономним ходом. Рішення запустити приміський бездротовий тролейбус було обумовлено великою кількістю людей, які будуть користуватися цим громадським транспортом, і тим фактом, що на Мунчештському шосе ніколи не було громадського транспорту.